# 八汐ダム
八汐ダム（やしおダム）は、栃木県那須塩原市、那珂川水系鍋有沢川に建設されたダム。高さ90.5メートルのロックフィルダムで、東京電力リニューアブルパワーの大規模揚水式水力発電所・塩原発電所の上池・八汐調整池を形成。下池・蛇尾川（さびがわ）ダム湖（蛇尾川調整池）との間で水を往来させ、最大90万キロワットの電力を発生する。

## 歴史
戦後の電力会社再編成により1951年（昭和26年）に発足した東京電力は、那珂川水系にて稼働していた水力発電所群を継承した。これらはいずれも出力1万キロワットに満たない、規模の小さなものであった。経済の発展に伴い増え続ける電力需要に応え、利根川水系・信濃川水系において大規模な揚水発電所を建設していた東京電力は、次なる建設候補地として那珂川水系箒川の支流・蛇尾川（さびがわ）に決定。蛇尾川ダム・八汐ダムという2基のダムを新設し、出力90万キロワットを得る塩原発電所の建設に着手する。
塩原発電所の下池を形成する蛇尾川ダムは蛇尾川の支流・小蛇尾川に、上池を形成する八汐ダムは蛇尾川ダムに注ぐ鍋有沢川に、それぞれ建設されることになった。前者はダムの型式としては定番の重力式コンクリートダム、一方後者は遮水壁としてアスファルトコンクリートを用いた表面アスファルト遮水壁型フィルダム（アスファルトフェイシングフィルダム）である。これは岩石を積み重ねて築き上げるロックフィルダムの一種で、上流側の斜面3.7ヘクタールに渡ってその表面を厚さ37センチメートルのアスファルトで舗装し、水を受け止めるというものである。その高さは90.5メートルと、この型式のダムとしては世界一の高さを誇る。両ダムは有効貯水容量を等しく760万立方メートルに設計した。
発電所は両ダムの中間、地表から300メートルの地下に形成した人工の空洞内に設けられ、1994年（平成6年）6月24日に1号機・2号機完成をもって一部運用開始（60万キロワット）。1995年（平成7年）6月16日には最新の可変速揚水発電システムを導入した3号機が運転開始となり、総出力は90万キロワットとなる。以来、今日に至るまで運転を続けていた塩原発電所であったが、その陰で不適切な行いがあった事実が明らかにされている。八汐ダムには湖底から水が浸透し流失するという問題があった。2ダム間であらかじめ定められた量の水を往来させる純揚水式発電所としては致命的な欠陥が、発電所運転開始後も長きに渡って技術者を悩ませることになる。

## 周辺
八汐ダム周辺は日光国立公園に含まれるとあって、開発にあたってはダムを構成する岩石材をダム湖底に沈む地点より採取したり、裸地化した箇所は緑化に努めるなど自然環境に配慮。完成後も八汐ダム・蛇尾川ダムへの立ち入りは制限されている。
東京電力は東北自動車道・西那須野塩原インターチェンジを出てすぐ、国道400号沿いにピーアール施設として、TEPCO 塩原ランドを設置した。ただし、現地の見学については10名以上の団体で、かつ事前申し込みを必要とすることもあり、個人での見学は難しかった。2011年（平成23年）の東北地方太平洋沖地震（東日本大震災）による福島第一原子力発電所事故の影響で、東京電力の広報活動を大幅に縮小せざるを得なくなったため、現在は施設が廃止され見学することができない。
なお、八汐湖という湖が存在するが、これは鬼怒川の川治ダムが形成する人造湖であり、八汐ダムとは関係がない。また、近隣に塩原ダムというダムも存在するが、これは栃木県営のダムであり塩原発電所とは関係がない。

## 諸問題

### 不正発覚と処分

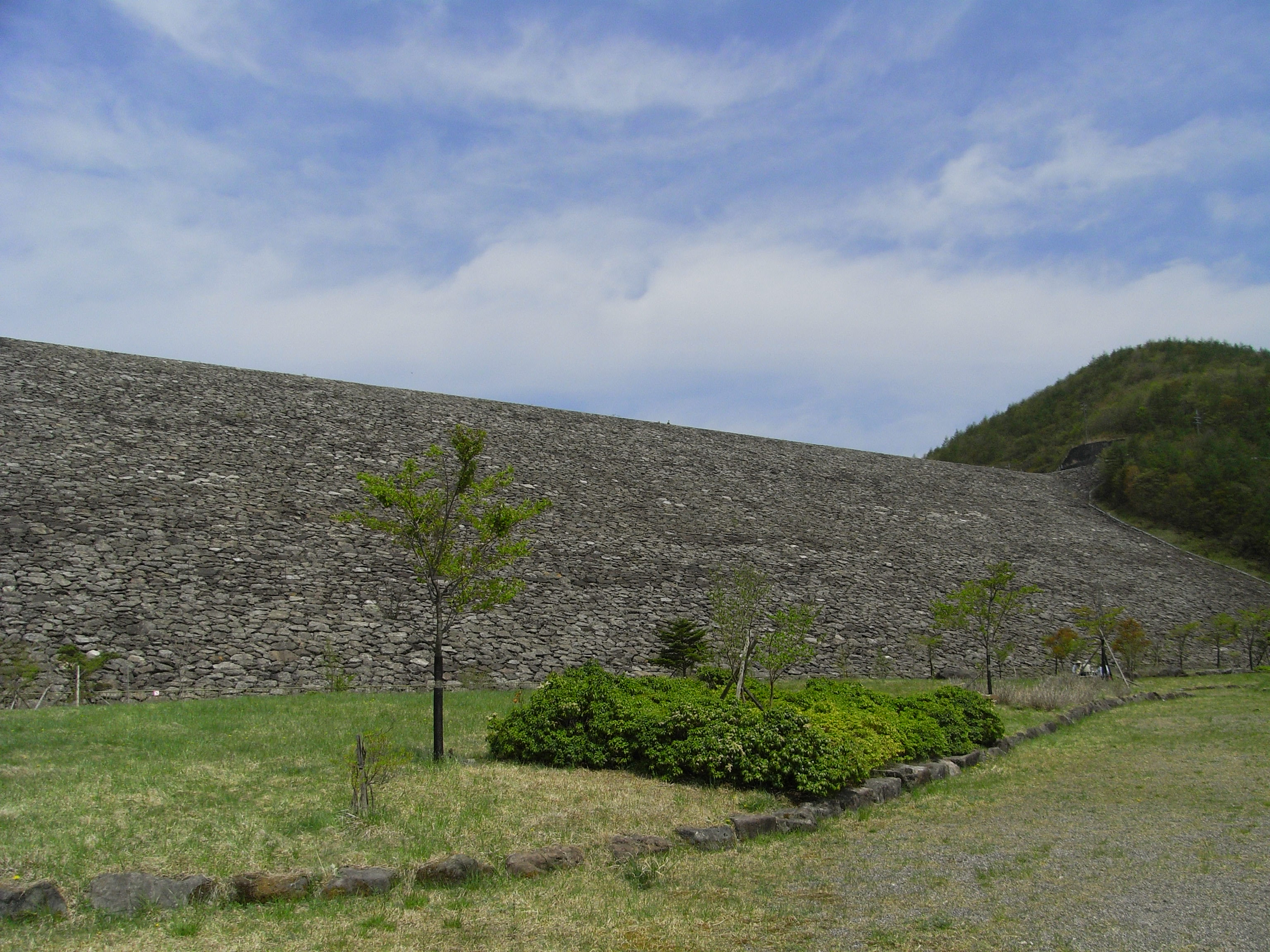
栗山ダム (栃木県)

東京電力は2006年（平成18年）12月20日および2007年（平成19年）1月24日の報告（プレスリリース）の中で、八汐ダム・蛇尾川ダムにおける不正行為を明らかにした。
東京電力は、まず八汐ダム湖の堆砂量データ改竄について明らかにした。河川からの自然流入がないことを理由に、本来必須であるはずの堆砂量計測を実施せず、値を「0」として報告していたのである。これは同じく栃木県内にある東京電力の揚水発電所・今市発電所用上部ダムである栗山ダムにおいて行われていた不適切な扱いを踏襲してしまったものであった。2002年（平成14年）に発覚した原子力不祥事がこれを見直す転機となり、実際に計測を行ったところ約15万立方メートルの堆砂が認められた。その後の計測で堆砂量が確実に増加傾向にあることを把握していたが、報告値は依然として「0」のままであった。
さらに八汐ダムの抱える漏水の問題を背景とした、ダム水位・流入量・流出量データの改竄が明らかになった。そもそも八汐ダム完成により湖底となる部分に水が浸透しやすい箇所があることは建設前から知られており、当時は対策工事により漏水量は1日あたり5,000立方メートル程度に止まると思われていた。しかし、実際に湛水したところ想定量の15倍に相当する、1日あたり7万6,000立方メートルもの漏水を確認。漏水対策工事は発電所の運転開始後も続けられ、徐々に漏水量の減少が見られるものの決定打には至っていない。漏水による貯水量の減少分は河川からの不正取水というかたちで補われることになり、つじつま合わせのための各種データ改竄が幹部級社員の了承のもと行われた。不正取水量合計はダムの有効貯水容量の実に10倍に達するという。
2007年（平成19年）4月20日、国土交通省は塩原発電所に許可していた河川法第23条が定めるところの「流水の占用の許可」を取り消すという、前代未聞の厳しい処分を下す方針を示した。塩原発電所の運転を再開するためには、八汐ダムに抜本的な漏水対策を施し、使用許可を求める申請を再度提出しなければならない。東京電力はすでに2007年（平成19年）1月29日より塩原発電所の運用を停止し、漏水対策に向け調査を開始している。
なお、八汐ダムの安全性自体については立ち入り検査により問題のないことが確認されている。

### 新潟県中越沖地震の影響に伴う緊急・暫定使用許可

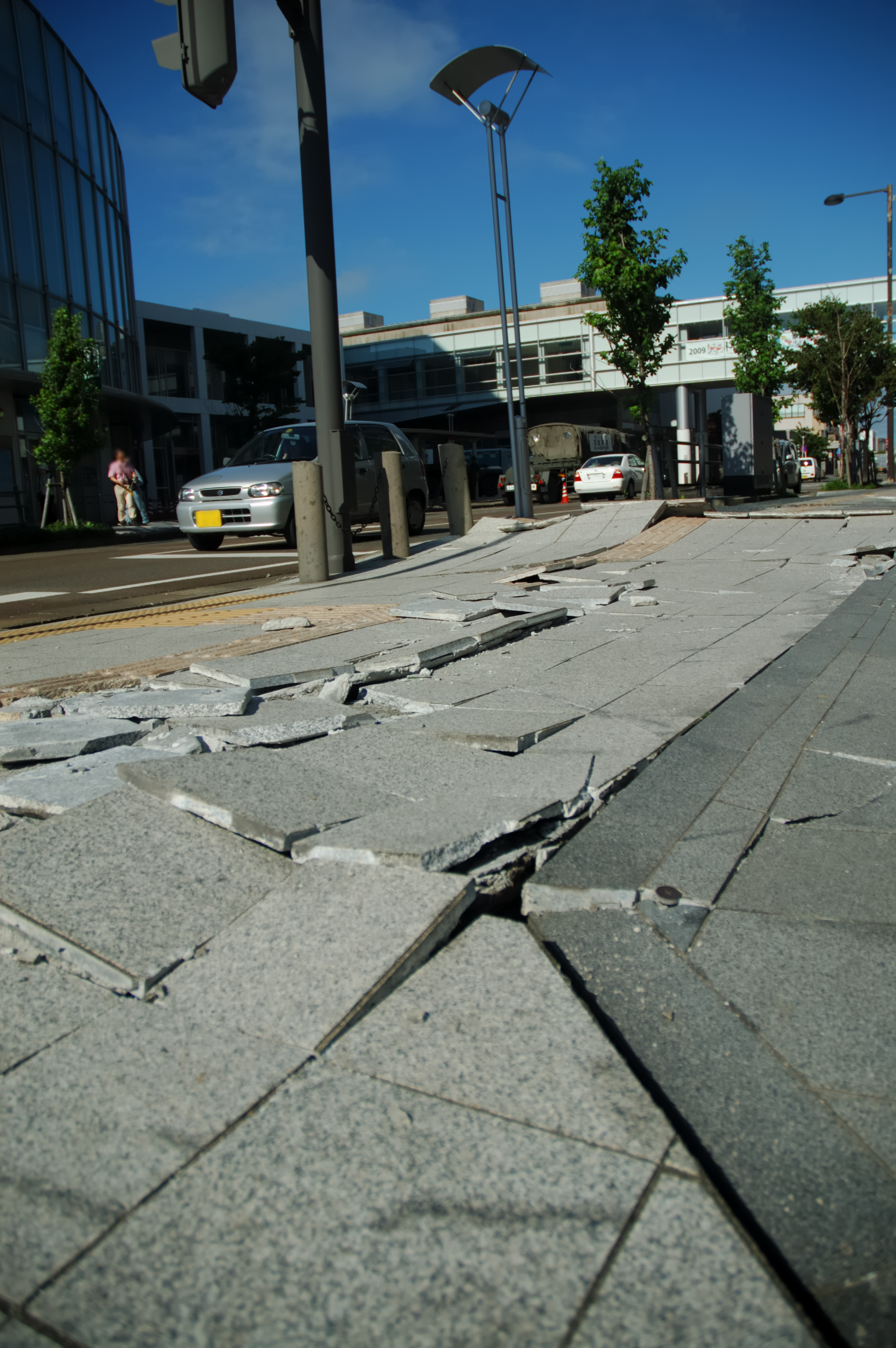
被災した新潟県柏崎市

2007年（平成19年）7月16日、新潟県中越沖地震が東京電力の柏崎刈羽原子力発電所を直撃し、7基すべての原子炉が長期停止を余儀なくされてしまう。梅雨明けを控え増大する電力需要に対し供給力の不足を懸念した東京電力は、他の電力会社に電力融通を求めるとともに、不正発覚以来停止中の塩原発電所を切り札として使用できるよう、国土交通省に対し使用許可を求めた。国土交通省は同年7月30日、同日から9月7日までの期間、電力不足に際しては緊急・暫定的に使用できるよう措置を講じた。
東京電力は盆休み明けの8月21日に電力不足が予想されるとして、当日の未明より蛇尾川ダムの水を八汐ダムにくみ上げ、いつでも発電できる状態にして待機させた。当日の最大電力は6,013万キロワットであり、塩原発電所の稼動は見送られたが、翌22日はさらに電力需要が増加し、当日13時過ぎに塩原発電所の運転を開始した。当日の最大電力は15時に6,147万キロワットを記録し、2007年（平成19年）度の最大電力を更新。首都圏は塩原発電所の緊急運転とあわせ、さらなる電力融通の応援、同時に随時調整契約を結んでいる大口需要家（一部の大工場など）への電気使用抑制により、この危機を乗り切った。
2008年（平成20年）度もまた、柏崎刈羽原子力発電所の運転再開見通しがつかない東京電力に対し、国土交通省は7月28日から9月12日までの期間、塩原発電所を緊急・暫定的に使用できるようにする措置を講じている。

### 是正工事と運転再開
その後、漏水対策工事計画を提出し、2009年（平成21年）3月12日、再び水利使用許可書を受領した。
計画書では工事開始は2009年（平成21年）5月、完了は2015年（平成27年）7月31日の予定で、工事開始よりも先に許可がおりたことになる。
なお、工事を行っても漏水が当初の想定以下まで減少するかは不透明なため、東京電力は、工事の施工は効果を見極めながら行い、運転再開は暫定として、第1段階の工事完了後としている。漏水が止まらなければ、再度水利権が取り消される可能性もある。